# وشم کوهسار
وشم کوهسار (نام علمی: Nothocercus bonapartei) نام یک گونه از سرده دروغین‌دم‌ها است.